# پایلاک گاتیزاک
روزنامهٔ پایلاک گاتیزاک یک نشریهٔ آموزشگاهی به زبان ارمنی بود که به سال ۱۳۱۵ (قمری) و تنها چند ماه پس از روی کار آمدن مظفرالدین شاه، در تبریز آغاز به انتشار کرد.
این روزنامه بیشتر برای کاربرد دانش‌آموزان تهیه و منتشر می‌شد.